# Базин, Арно
Арно Базин (фр. Arnaud Bazin; род. 24 ноября 1964, Бурк-ан-Брес) — французский самбист и регбист, серебряный призёр первенства мира по самбо среди юниоров 1984 года, серебряный (1987) и бронзовый (1986) призёр чемпионатов Европы по самбо, серебряный призёр чемпионата мира по самбо 1985 года, призёр международных турниров по самбо. Выступал в полутяжёлой весовой категории (до 100 кг). В 1990-2005 годах представлял регбийный клуб «Гренобль».